# Neocyclops geltrudeae
Neocyclops geltrudeae – gatunek widłonoga z rodziny Halicyclopidae. Nazwa naukowa tego gatunku skorupiaków została opublikowana w 1993 roku przez zespół zoologów w składzie: Giuseppe Lucio Pesce i Diana Paola Galassi.